# シッタート・ヘレーン
シッタート・ヘレーン（オランダ語: Sittard-Geleen [ˌsɪtɑrt xəˈleːn] ( 音声ファイル)、リンブルフ語: Zittert-Gelaen）は、オランダのリンブルフ州にある基礎自治体（ヘメーンテ）。2001年に3つの基礎自治体（シッタート、ヘレーン、ボルン）が合併して誕生した。
人口は約96,000人に上り、リンブルフ州で2番目の人口集積地（2009年現在）である（1位はマーストリヒトの125,000人）。
2006年の地方選挙以来、労働党、フルンリンクス、地元の政党GOBの3党が連立して政権を握っている。

## 地区
- ボルン（Born）
- ブルークシッタート （Broeksittard）
- ブフテン （Buchten）
- エイニフハウゼン （Einighausen）
- ヘレーン（Geleen）
- フラートハイデ （Graetheide）
- フレーフェンビヒト （Grevenbicht）
- ホルトゥム （Holtum）
- リンブリヒト （Limbricht）
- ムンスターヘレーン （Munstergeleen）
- ヴィンドラーク （Windraak）
- オビヒト （Obbicht）
- パーペンホーフェン （Papenhoven）
- スヒッパースケルク （Schipperskerk）
- シッタート （Sittard）

## スポーツ
- フォルトゥナ・シッタート - サッカークラブ

## 出身者
- フーブ・ステフェンス - サッカー選手、サッカー監督
- ルート・ボイマンス - サッカー選手